# آلوارو دل آمو
آلوارو دل آمو (اسپانیایی: Álvaro del Amo‎؛ زادهٔ ۱ ژانویهٔ ۱۹۴۲) یک فیلم‌نامه‌نویس، رمان‌نویس و نویسنده اهل اسپانیا است.